# L'Anti-radical de la Mayenne
L'Anti-radical de la Mayenne, Organe des intérêts religieux, sociaux, agricoles et industriels de Laval et du département... était un hebdomadaire local français, qui a été publié de 1880 à 1886 à Laval avec un rayonnement principalement dans le département de la Mayenne.

## Histoire
Le journal est de tendance monarchiste et catholique. Il est imprimé à Vitré. Le journal est fondé et rédigé à peu près seul par Charles-Marie Tresvaux du Fraval.
Tresvaux écrit avec une virulance qui lui a valu plusieurs mois de prison. En octobre 1881, il reprend  les passages les plus outrageants d'un article du  Clairon sous la signature de Simon Boubée, intitulé : Grévy l'Iconoclaste, dans lequel le président de la République est traité de « complice de l'assassin Alibaud », de « goujat », « voyou », « gredin arraché des bancs de la police correctionnelle pour être placé à l’Élysée », etc. Défendu par Adrien Robinet de Cléry, il est condamné pour ceci à 3 mois de prison ferme et à une amende.
Le journal est dans l'expression de l'antisémitisme le plus virulent : par exemple, le 12 juin 1886, il publie à la première page un article furibond contre les Juifs, la Juiverie, le culte du Veau d'or, etc.
Tresvaux cesse la publication du journal en 1886 avec un encadré de noir pour les funérailles de Jules-Denis Le Hardy du Marais. Il termine son dernier article nommé Reconnaissance par : Vive l'Église ! Vive Léon XIII ! Vive la France !.

### Numérisation
Le journal n'est pas disponible sur des fonds presse numérisée.